# Curt von Bardeleben

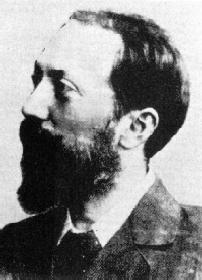
Curt von Bardeleben

Graaf Curt von Bardeleben (Berlijn, 4 maart 1861 – aldaar, 31 januari 1924) was een Duitse schaker. Hij is berucht geworden door de partij die hij in 1895 speelde tegen Wilhelm Steinitz tijdens het toernooi van Hastings. Toen hij in de gaten kreeg dat hij de partij door een meesterlijke combinatie zou verliezen en hierdoor gezichtsverlies zou lijden, verliet Von Bardeleben de zaal en verloor door tijdsoverschrijding.
In 1924 pleegde Von Bardeleben zelfmoord door uit een raam te springen. Zijn leven inspireerde de schrijver Vladimir Nabokov tot het schrijven van de roman Zasjtsjita Loezjina (1930), die hij zelf in het Amerikaans-Engels hielp vertalen als The Luzhin Defense (Ned. De verdediging; verfilming 2000).

## Partij
De partij Steinitz-Von Bardeleben, bijgenaamd "The Battle of Hastings", verliep als volgt:
1.e4 e5 2.Pf3 Pc6 3.Lc4 Lc5 4.c3 Pf6 5.d4 exd4 6.cxd4 Lb4+ 7.Pc3 d5 8.exd5 Pxd5 9.0-0 Le6 10.Lg5 Le7 11.Lxd5! Lxd5 12.Pxd5 Dxd5 13.Lxe7 Pxe7 14.Te1 f6 15.De2 Dd7 16.Tac1 c6? 17.d5 cxd5 18.Pd4 Kf7 19.Pe6 Thc8 20.Dg4 g6 21.Pg5+ Ke8 22.Txe7+ Kf8 23.Tf7+ Kg8 24.Tg7+ Kh8 25.Txh7+! (diagram).

Hier verliet Von Bardeleben de zaal, zodat Steinitz door tijdoverschrijding won. De zwartspeler had de volgende afloop voorzien:
25... Kg8 26.Tg7+ Kh8 27.Dh4+ Kxg7 28.Dh7+ Kf8 29.Dh8+ Ke7 30.Dg7+ Ke8 31.Dg8+ Ke7 32.Df7+ Kd8 33.Df8+ De8 34.Pf7+ Kd7 35.Dd6 mat.